# 2020年Billboard Japan Hot Animation1位の一覧
以下は、2020年のBillboard Japan Hot Animationチャートで首位を獲得した作品の一覧である。

## チャート遍歴
| 公開日   | 曲名                    | アーティスト名 | タイアップ                                                                | 出典   |
| -------- | ----------------------- | -------------- | ------------------------------------------------------------------------- | ------ |
| 1月1日   | 「ガッタンゴットンGO!」 | BOYS AND MEN   | 映画『劇場版 新幹線変形ロボ シンカリオン 未来からきた神速のALFA-X』主題歌 | [ 1 ]  |
| 1月8日   | 「紅蓮華」              | LiSA           | テレビアニメ『鬼滅の刃』オープニングテーマ                                | [ 2 ]  |
| 1月15日  | 「紅蓮華」              | LiSA           | テレビアニメ『鬼滅の刃』オープニングテーマ                                | [ 3 ]  |
| 1月22日  | 「紅蓮華」              | LiSA           | テレビアニメ『鬼滅の刃』オープニングテーマ                                | [ 4 ]  |
| 1月29日  | 「紅蓮華」              | LiSA           | テレビアニメ『鬼滅の刃』オープニングテーマ                                | [ 5 ]  |
| 2月5日   | 「紅蓮華」              | LiSA           | テレビアニメ『鬼滅の刃』オープニングテーマ                                | [ 6 ]  |
| 2月12日  | 「紅蓮華」              | LiSA           | テレビアニメ『鬼滅の刃』オープニングテーマ                                | [ 7 ]  |
| 2月19日  | 「紅蓮華」              | LiSA           | テレビアニメ『鬼滅の刃』オープニングテーマ                                | [ 8 ]  |
| 2月26日  | 「紅蓮華」              | LiSA           | テレビアニメ『鬼滅の刃』オープニングテーマ                                | [ 9 ]  |
| 3月4日   | 「紅蓮華」              | LiSA           | テレビアニメ『鬼滅の刃』オープニングテーマ                                | [ 10 ] |
| 3月11日  | 「Birthday」            | Mr.Children    | 東宝配給映画『ドラえもん のび太の新恐竜』主題歌                           | [ 11 ] |
| 3月18日  | 「紅蓮華」              | LiSA           | テレビアニメ『鬼滅の刃』オープニングテーマ                                | [ 12 ] |
| 3月25日  | 「紅蓮華」              | LiSA           | テレビアニメ『鬼滅の刃』オープニングテーマ                                | [ 13 ] |
| 4月1日   | 「春はゆく」            | Aimer          | 劇場アニメ『Fate/stay night [Heaven's Feel] III. spring song』主題歌      | [ 14 ] |
| 4月8日   | 「紅蓮華」              | LiSA           | テレビアニメ『鬼滅の刃』オープニングテーマ                                | [ 15 ] |
| 4月15日  | 「紅蓮華」              | LiSA           | テレビアニメ『鬼滅の刃』オープニングテーマ                                | [ 16 ] |
| 4月22日  | 「紅蓮華」              | LiSA           | テレビアニメ『鬼滅の刃』オープニングテーマ                                | [ 17 ] |
| 4月29日  | 「紅蓮華」              | LiSA           | テレビアニメ『鬼滅の刃』オープニングテーマ                                | [ 18 ] |
| 5月6日   | 「紅蓮華」              | LiSA           | テレビアニメ『鬼滅の刃』オープニングテーマ                                | [ 19 ] |
| 5月13日  | 「紅蓮華」              | LiSA           | テレビアニメ『鬼滅の刃』オープニングテーマ                                | [ 20 ] |
| 5月20日  | 「紅蓮華」              | LiSA           | テレビアニメ『鬼滅の刃』オープニングテーマ                                | [ 21 ] |
| 5月27日  | 「紅蓮華」              | LiSA           | テレビアニメ『鬼滅の刃』オープニングテーマ                                | [ 22 ] |
| 6月3日   | 「紅蓮華」              | LiSA           | テレビアニメ『鬼滅の刃』オープニングテーマ                                | [ 23 ] |
| 6月10日  | 「紅蓮華」              | LiSA           | テレビアニメ『鬼滅の刃』オープニングテーマ                                | [ 24 ] |
| 6月17日  | 「紅蓮華」              | LiSA           | テレビアニメ『鬼滅の刃』オープニングテーマ                                | [ 25 ] |
| 6月24日  | 「紅蓮華」              | LiSA           | テレビアニメ『鬼滅の刃』オープニングテーマ                                | [ 26 ] |
| 7月1日   | 「紅蓮華」              | LiSA           | テレビアニメ『鬼滅の刃』オープニングテーマ                                | [ 27 ] |
| 7月8日   | 「紅蓮華」              | LiSA           | テレビアニメ『鬼滅の刃』オープニングテーマ                                | [ 28 ] |
| 7月15日  | 「紅蓮華」              | LiSA           | テレビアニメ『鬼滅の刃』オープニングテーマ                                | [ 29 ] |
| 7月22日  | 「紅蓮華」              | LiSA           | テレビアニメ『鬼滅の刃』オープニングテーマ                                | [ 30 ] |
| 7月29日  | 「NAVIGATOR」           | SixTONES       | フジテレビ系アニメ『富豪刑事 Balance:UNLIMITED』オープニングテーマ        | [ 31 ] |
| 8月5日   | 「NAVIGATOR」           | SixTONES       | [ 32 ]                                                                    |        |
| 8月12日  | 「紅蓮華」              | LiSA           | テレビアニメ『鬼滅の刃』オープニングテーマ                                | [ 33 ] |
| 8月19日  | 「紅蓮華」              | LiSA           | テレビアニメ『鬼滅の刃』オープニングテーマ                                | [ 34 ] |
| 8月26日  | 「紅蓮華」              | LiSA           | テレビアニメ『鬼滅の刃』オープニングテーマ                                | [ 35 ] |
| 9月2日   | 「紅蓮華」              | LiSA           | テレビアニメ『鬼滅の刃』オープニングテーマ                                | [ 36 ] |
| 9月9日   | 「紅蓮華」              | LiSA           | テレビアニメ『鬼滅の刃』オープニングテーマ                                | [ 37 ] |
| 9月16日  | 「紅蓮華」              | LiSA           | テレビアニメ『鬼滅の刃』オープニングテーマ                                | [ 38 ] |
| 9月23日  | 「紅蓮華」              | LiSA           | テレビアニメ『鬼滅の刃』オープニングテーマ                                | [ 39 ] |
| 9月30日  | 「紅蓮華」              | LiSA           | テレビアニメ『鬼滅の刃』オープニングテーマ                                | [ 40 ] |
| 10月7日  | 「風は吹いてるか?」     | 22/7           | リズムゲームアプリ『22/7 音楽の時間』主題歌                               | [ 41 ] |
| 10月14日 | 「紅蓮華」              | LiSA           | テレビアニメ『鬼滅の刃』オープニングテーマ                                | [ 42 ] |
| 10月21日 | 「炎」                  | LiSA           | 映画『劇場版 鬼滅の刃 無限列車編』主題歌                                  | [ 43 ] |
| 10月28日 | 「炎」                  | LiSA           | 映画『劇場版 鬼滅の刃 無限列車編』主題歌                                  | [ 44 ] |
| 11月4日  | 「炎」                  | LiSA           | 映画『劇場版 鬼滅の刃 無限列車編』主題歌                                  | [ 45 ] |
| 11月11日 | 「炎」                  | LiSA           | 映画『劇場版 鬼滅の刃 無限列車編』主題歌                                  | [ 46 ] |
| 11月18日 | 「NEW ERA」             | SixTones       | 読売テレビ・日本テレビ系アニメ『半妖の夜叉姫』オープニングテーマ          | [ 47 ] |
| 11月25日 | 「炎」                  | LiSA           | 映画『劇場版 鬼滅の刃 無限列車編』主題歌                                  | [ 48 ] |
| 12月2日  | 「炎」                  | LiSA           | 映画『劇場版 鬼滅の刃 無限列車編』主題歌                                  | [ 49 ] |
| 12月9日  | 「炎」                  | LiSA           | 映画『劇場版 鬼滅の刃 無限列車編』主題歌                                  | [ 50 ] |
| 12月16日 | 「炎」                  | LiSA           | 映画『劇場版 鬼滅の刃 無限列車編』主題歌                                  | [ 51 ] |
| 12月23日 | 「炎」                  | LiSA           | 映画『劇場版 鬼滅の刃 無限列車編』主題歌                                  | [ 52 ] |
| 12月30日 | 「炎」                  | LiSA           | 映画『劇場版 鬼滅の刃 無限列車編』主題歌                                  | [ 53 ] |